# اتو باوم
اتو باوم (به آلمانی: Otto Baum) (زاده ۱۵ نوامبر ۱۹۱۱ – مرگ ۱۸ ژوئن ۱۹۹۸) یک نظامی آلمانی در دوره رایش سوم و از ۲۸ ژوئیه ۱۹۴۴ تا ۲۳ اکتبر ۱۹۴۴ فرمانده لشکر دوم زرهی اس‌اس بود.